# Clifford Jones (Musiker)
Clifford „Snags“ Jones (* 1900 in New Orleans; † 31. Januar 1947 in Chicago) war ein amerikanischer Jazzmusiker. Er wirkte als Schlagzeuger des Chicago-Jazz.

## Leben und Wirken
Jones wuchs in New Orleans auf; ein Schulfreund war der Trompeter Buddy Petit. Er spielte zu Beginn seiner Karriere bei Petit, Jack Carey, Papa Celestin und Armand Piron. Nach seinem Umzug nach Chicago 1922 arbeitete er u. a. mit Tig Chambers, Al Simeons Hot Six, King Oliver und den Studiobands Dixie Four, Midnight Rounders und State Street Ramblers um Jimmy Blythe und Bill Johnson. 1929 nahm er mit Arnett Nelsons Band King Mutt and His Tennessee Thumpers sowie mit den Kansas City Stompers. Weitere Aufnahmen entstanden mit Junie Cobb, Jimmy Wade, Preston Jackson und Punch Miller. In den 1930er-Jahren lebte er in der Nähe von Milwaukee, wo er u. a. mit Art Simms spielte. Im folgenden Jahrzehnt arbeitete Jones im Gebiet der Großen Seen als freischaffender Musiker. 1946/47 spielte er noch mit Bunk Johnson und Darnell Howard; kurz darauf starb er. Jones war Tutor von Lionel Hampton.